# Asae
Asaé (ah-sah-ay/)(あさえ、Asae、Asae Music)は、日本の女性歌手、シンガーソングライター 、ミュージシャン 。大阪府出身。 日本全国、アメリカなどを拠点に活動中の日本人歌手。言語は日本語と英語を話す。

## 来歴
高校時代、芸能コースで音楽やHip Hopダンスを学び 本場のR&Bを学ぶため高校卒業後18歳で渡米。アメリカ シカゴではR＆Bやオペラを学び Joan Collaso（エミー賞受賞、Stevie Wonder、Alicia Keys、Jennifer Hudsonなど他 多くの有名アーティスト達と共演している）のゴスペルグループで活動していた。
帰国後、2019年「Make It Shine」でデビュー。 ZeppTokyoやCLUB QUATTROなどに出演。アメリカ シカゴに滞在中に制作の自作「Wavy」を2020年2月に世界へリリース。iTunes チャートR&Bジャンルで10位を獲得。 初のミュージックビデオ「Wavy」 はYouTube 配信と同時に 35カ国以上で再生され、視聴は 1位インド、2位アメリカ、3位日本 などグローバルに視聴されている。 楽曲「I Need You」は、iTunes チャートElectronicジャンルで4位を獲得。ラジオFMからつにてレギュラー番組「Asaé’s HOT A1」のメインパーソナリティを務める。(毎週月曜日20時-21時絶賛放送中) 2022年1月 テレビ大阪の新音楽番組かんおんちゅ〜ん！で準レギュラーキャストに選ばれる。 その他、ラジオLOVE FM、FM福岡などにもゲスト出演。地上波 テレビ大阪やサンテレビなどの音楽番組など、メディアにも多数出演。

## ディスコグラフィ

### シングル
1. Make It Shine[2] (2019)
2. Baby Catch Me[6] (2019)
3. Wavy (2020)
4. I Need You[4] (2020)
5. Dace In A Circle[7] (2020)
6. ハナミズキ feat.一青窈 (2023)

## メディア・ライブ出演

### テレビ・メディア・ライブ出演
- 2020年2月 - サンテレビ 地上波 ライブ出演
- 2020年10月 - FM福岡 Radio Planet ゲスト出演
- 2020年10月 - LOVE FM 76.1 Departure Lounge 「Thursday’s Lounge」ラジオゲスト出演
- 2020年10月 - 奈良テレビ 地上波 ライブゲスト出演
- 2020年10月 - ミュージックビデオ「Wavy」地上波 奈良テレビにて毎週放送 [3]
- 2020年12月 - 奈良テレビ 地上波 ライブゲスト出演
- 2021年1月 - FMからつ ラジオレギュラー番組 ラジオパーソナリティー「Next Stage Karatsu AMA」
- 2021年2月 - 奈良テレビ 地上波 ライブゲスト出演、MV テレビ放送
- 2021年3月 - 奈良テレビ 地上波 キャスト出演
- 2021年11月 - 京都最大級フェス "Belief" 出演（KBSホール[8]）
- 2022年1月 - テレビ大阪 地上波 MV テレビ放送、ゲストでライブ、キャスト出演
- 2022年9月 - 京都最大級野外フェス "Belief" 出演 （平安神宮）
- 2021年1月 - FMからつ レギュラー番組 ラジオパーソナリティー「Asae's HOT A1」(2021年1月ー2024年現在）
- 2023年9月 - WILD BUNCH FEST. 2023 ライブ出演
- 2023年10月- TOKYO FM ゲスト出演
- 2024年3月- FM大阪 Raise The Rooftop Party ライブ出演
- 2024年8月- WILD BUNCH FEST. 2024 ライブ出演